# Spialia diomus
The Common Sandman or Diomus Grizzled Skipper (Spialia diomus) là một loài bướm ngày thuộc họ Hesperiidae. Nó được tìm thấy ở tropical Africa và tây nam Arabia.
Sải cánh dài 27–31 mm đối với con đực và 29–33 mm đối với con cái. Con trưởng thành bay quanh năm in warmer areas. In South Africa it is more common in warmer months. In cooler areas adults are on wing từ tháng 8 đến tháng 4.
Ấu trùng ăn Hibiscus (bao gồm Hibiscus aethiopicus), Sida, Pavonia (bao gồm Pavonia burchellii), Waltheria và Hermannia species (bao gồm Hermannia diffusa, Hermannia incana, Hermannia comosa, Hermannia depressa và Hermannia cuneifolia).

## Phụ loài
- Spialia diomus diomus
- Spialia diomus ferax (Wallengren, 1863) (throughout South Africa)